# 小里光明
小里 光明（おり みつあき）は、安土桃山時代の武将。土岐氏の庶流・小里氏。美濃国小里城主、小里光忠の子。別名は、小里内作、助右衛門。のちに和田光明と名乗った。

## 概要
元亀元年（1572年）12月、父の小里光忠と兄の小里光次は織田信長に従って武田氏の岩村城を攻める拠点として小里城を改修し、池田恒興が城の御番手となった。なお翌年岩村城が落城するとこの工事は中止された。
本能寺の変ののち、美濃国主となった織田信孝に仕えた。信孝は羽柴秀吉と不和となり、多くの東美濃の国人達が降るなか、羽柴方の金山城主森長可と対峙し、翌年に信孝が自害するまで仕えたが、
天正11年（1583年）森長可により攻められ、恵那郡大川村で戦闘が行われ、13人の家臣が自刃した。自刃した場所には13の墓が建てられて十三塚という地名となった。
その後小里城を落とされ、義兄弟の三河国足助の鈴木信義を頼り、所領が隣接する三河国小原村に亡命し、和田姓を名乗って徳川家康に仕えた。
天正12年（1584年）、長久手の戦いで嫡男の小里光直が負傷し後にこれがもとで没している。
6月13日、光明は戦功により、土岐郡・恵那郡内の本領を安堵された。
天正19年（1591年）に旗本・和田光明として相模国東郡岡田郷（現・神奈川県高座郡寒川町）に300石を賜っている。
慶長5年（1600年）関ヶ原の戦いの前哨戦の東濃の戦いで、9月2日に遠山利景・方景父子らとともに田丸勢が籠る明知城を攻めてこれを奪還し、9月3日に光明と孫の光親は小里城を奪還し、9月29日に神篦城を落とし、10月10日には岩村城を開城させた。
この功によって孫の光親は同年土岐郡の一部と恵那郡の大川村と水上村の旧領3,619石を再び与えられ旗本となり、小里城近くに小里陣屋を築いた。